# Baldachin

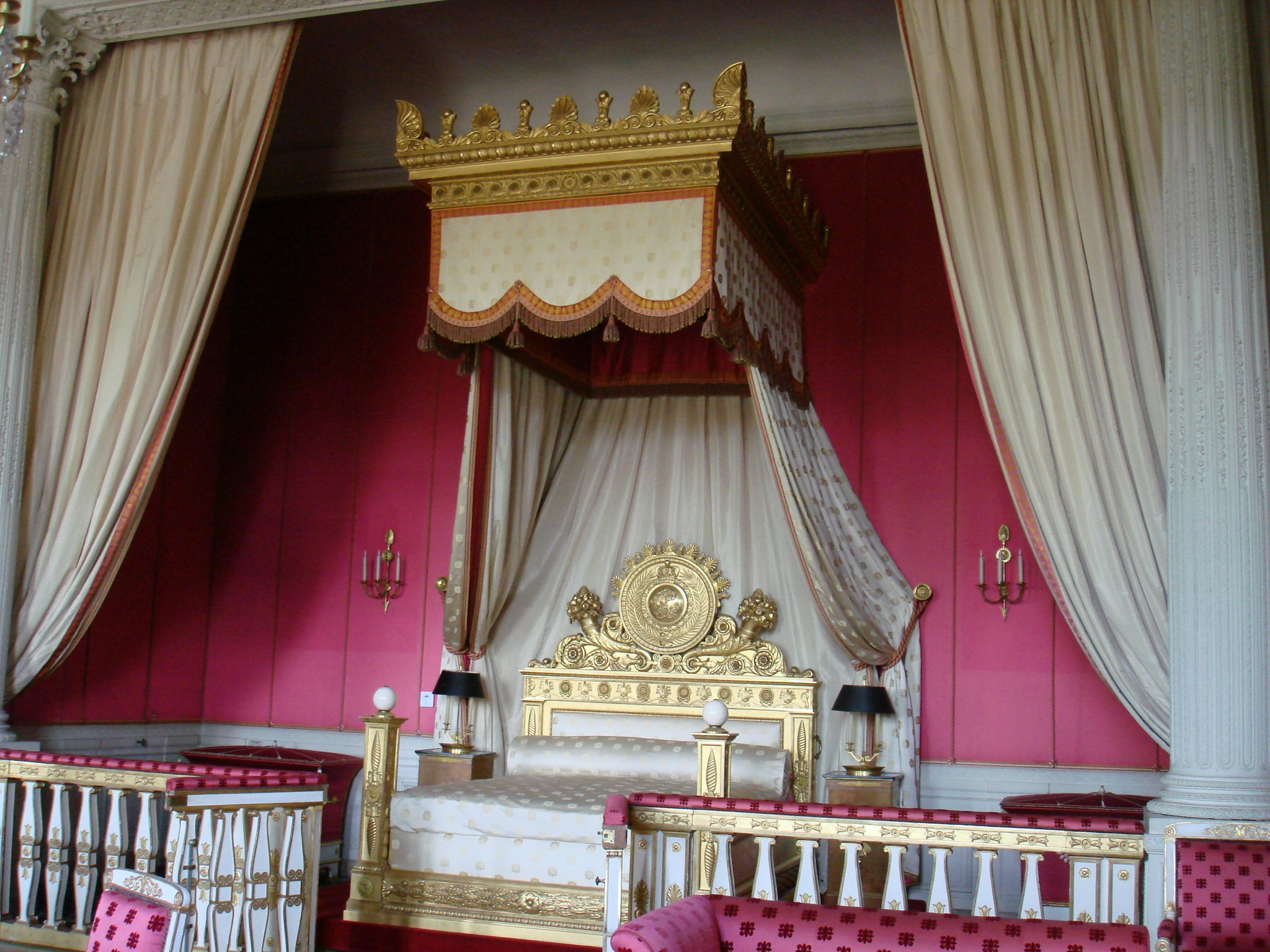
Pat cu baldachin în palatul Le Grand Trianon din Franţa

Baldachin se numește un acoperământ decorativ, împodobit cu perdele din stofe scumpe, fix sau mobil, instalat drept podoabă deasupra unui tron, a unui pat, a unui amvon, a unui catafalc etc.
Baldachinul își are originea în țările Orientului.
În Europa a apărut în dormitoarele burghezilor din Evul Mediu britanic. Spre deosebire de azi, la acea vreme baldachinul nu avea rol decorativ sau romantic, ci era absolut necesar, pentru a-i proteja pe cei care dormeau de insecte, șobolani, sau chiar viermi ce se adăposteau în acoperișurile de paie. În plus, camerele mari și prost izolate erau foarte friguroase, iar curentul reprezenta o amenințare pentru sănătate. Baldachinul permitea crearea unui microclimat plăcut în pat, ca într-un cort.
În prezent continuă să se folosească baldachinele utilitare, din plasă deasă sau materiale textile, pentru apărarea împotriva țânțarilor și a altor insecte.